# Terror en el espacio
Terror en el espacio —cuyo título original en italiano es Terrore nello spazio— es una película de terror y ciencia ficción italo-española filmada en el año 1965 y dirigida por Mario Bava.
Con posterioridad a su estreno, gran parte de la crítica ha sugerido que ciertos aspectos narrativos de la historia y el diseño visual parecen haber ejercido una considerable influencia sobre Alien, el octavo pasajero (1979) y Prometheus (2012) de Ridley Scott.

## Trama
En un futuro próximo, un grupo de astronautas es enviado a investigar un extraño planeta, Aura, respondiendo a una transmisión de radio. Pero se encuentran con que está dominado por una fuerza extraña que controla sus cuerpos, y los obliga a hacer cosas en contra de su voluntad. Sólo el capitán es capaz de oponerse a ella.

## Cast
- Barry Sullivan: Captain Mark Markary
- Norma Bengell: Sanya
- Ángel Aranda: Wes
- Evi Marandi: Tiona
- Franco Andrei: Bert
- Federico Boido: Keir
- Stelio Candelli: Brad
- Alberto Cevenini: Toby Markary
- Mario Morales: Eldon
- Ivan Rassimov: Carter
- Massimo Righi: Captain Sallis
- Fernando Villeña: Dr. Karan

- Datos: Q1757747